# Lista planetelor minore care intersectează orbita lui Neptun

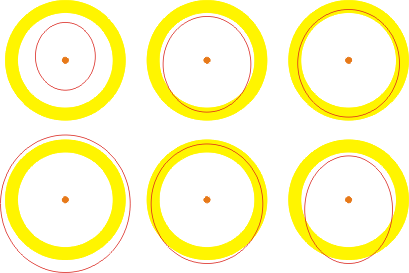
Diagrama ne arată traiectoriile diferitor asteroizi. Cu galben este marcată orbita lui Neptun; linia roșie marchează traseul asteroidului.
Grazer extern(†): sunt în mijloc și jos
Care intersectează orbita: sunt la dreapta și jos
Co-orbitali (Troianii lui Neptun): sunt la dreapta și sus

Acesta este o listă de planete minore a căror orbită o intersectează pe cea a lui Neptun. Planeta pitică Pluto este cel mai masiv exemplu al acestei clase de obiecte. Obiectele cunoscute care intersectează orbita lui Nepun (din 2005) sunt:
Notă: ‡ Planetele minore care intră în orbita lui Neptun de la exterior (Grazer extern) sunt marcați cu †.
† 134340 Pluto este cunoscut la acest timp ca unul din ele, dar nu este numerotat
- 5145 Pholus
- 7066 Nessus
- 10370 Hylonome
- (15788) 1993 SB⁠(d)
- (15820) 1994 TB⁠(d)
- (15875) 1996 TP66⁠(d)
- (19299) 1996 SZ4
- (20161) 1996 TR66⁠(d)
- 20461 Dioretsa
- (26308) 1998 SM165⁠(d) ‡
- 28978 Ixion ‡
- (29981) 1999 TD10
- (32929) 1995 QY9
- (33128) 1998 BU48
- (33340) 1998 VG44⁠(d)
- 38628 Huya
- (42355) 2002 CR46
- (44594) 1999 OX3⁠(d)
- (47932) 2000 GN171
- 52975 Cyllarus
- (54520) 2000 PJ30
- (55576) 2002 GB10
- (55638) 2002 VE95⁠(d)
- (60608) 2000 EE173
- (65407) 2002 RP120⁠(d)
- (65489) 2003 FX128
- (73480) 2002 PN34
- (78799) 2002 XW93⁠(d)
- (84719) 2002 VR128⁠(d)
- (87269) 2000 OO67⁠(d)
- (87555) 2000 QB243
- (88269) 2001 KF77
- (134340) Pluto †